# Întoarcerea Vlașinilor (film)
Întoarcerea Vlașinilor este un film românesc din 1984 regizat de Mircea Drăgan. Rolurile principale au fost interpretate de actorii Silviu Stănculescu, Károly Sinka și Emanoil Petruț.

## Distribuție
Distribuția filmului este alcătuită din:
- Silviu Stănculescu — baciul Nicolae Branga, primarul satului Vlașini
- Károly Sinka — feldwebelul Janek, ofițer austriac (menționat Károly Șinka)
- Emanoil Petruț — baciul Alexa Banu, judele obștii Vlașinilor
- Ioana Drăgan — Istina Bozdog, fosta ibovnică a lui Branga
- Ion Pascu — preotul Gherasim
- Florina Luican — Vuța, soția lui Branga
- Gheorghe Doroftei — Vlaicu Boța, învățător din Câmpeni, fugar din Munții Apuseni
- Cezara Dafinescu — Frida, ibovnica ofițerului Janek
- Christian Maurer — cpt. Petauer, ofițer austriac
- Peter Schuch — Soterius, magistrul (primarul) cetății Sibiu
- Eugeniu Ungureanu — Ieronim, fiul baciului Alexa
- Nae Gh. Mazilu — Tănase, slujitorul nevolnic al lui Branga
- Ștefan Velniciuc — ispravnicul grec Tsatsos de la Râureni
- Radu Dunăreanu — moș Stănilă, baci bătrân
- George Buznea — ciobanul Pătru
- Eusebiu Ștefănescu — zapciul grec Iotzu, slujbașul ispravnicului Tsatsos
- Mihai Vasile Boghiță — baci vlașin
- Emilia Belcin
- Hans Hupprich-Grumm — lt. Karek, ofițer austriac (menționat Hans Huprich Grumm)
- Gabriel Oseciuc — ciobanul Ionică, slujitorul lui Branga
- Eugenia Bosînceanu — bătrâna țărancă Paraschiva
- Victorița Dobre Timonu
- Emilia Porojan — țăranca Reveica
- Maria Pătrașcu — țăranca Sorița
- Luminița Vătămănescu — Salomia, fiica lui Branga
- Petre Tanasievici
- Jainek Werner
- Mathias Pelger
- Iosif Rauch
- Rudolf Herbert
- Iosif Iochum
- Tivig Dumitrescu
- Imola Gáspár (menționată Imola Gaspar)
- Ortansa Stănescu
- George Ulmeni
- Virgil Flonda
- Cornel Ispas
- Iancu Caracota
- Gheorghe Dițu
- Eugen Popescu
- Elena Vataman
- Ion Mierloiu
- Sanda Azimioară
- Victor Martin
- Irina Georgescu
- Miron Murea
- Carmen Martin

## Primire
Filmul a fost vizionat de 1.508.554 de spectatori în cinematografele din România, după cum atestă o situație a numărului de spectatori înregistrat de filmele românești de la data premierei și până la data de 31 decembrie 2014 alcătuită de Centrul Național al Cinematografiei.